# Церква святої рівноапостольної княгині Ольги (Старокостянтинів)
Церква святої рівноапостольної княгині Ольги в Старокостянтинові — парафія і храм греко-католицької громади Хмельницького деканату Кам'янець-Подільської єпархії Української греко-католицької церкви в місті Старокостянтинів Хмельницької области.

## Історія церкви
Греко-католицька парафія в місті була заснована в березні 2005 року. Через складні обставини на початку богослужіння проводили в помешканнях парафіян, а згодом — в орендованому приміщенні, обладнаному під тимчасову каплицю.
У 2006 році за сприяння міського голови Миколи Мельничука міська рада виділила земельну ділянку під будівництво храму. Завдяки жертводавцям та владиці Василію Семенюку будівництво розпочалося в липні 2006 року. У 2007 році храм було освячено.
При парафії діють недільна школа, Вівтарна дружина, спільнота «Матері в молитві» та парафіяльний хор. Також було засновано Старокостянтинівський міськрайонний благодійний фонд «Карітас», який опікується потребуючими. Парафія співпрацює з реабілітаційним центром для алко- та наркозалежних, а також частково опікується реабілітаційним центром для дітей-інвалідів та Центром раннього розвитку дитини.

## Парохи
- о. Юрій Ланик (з 15 вересня 2005).